# Уе-Докья
Уе-Докья — деревня в Вавожском районе Удмуртии, входит в состав муниципального образования Гурезь-Пудгинское сельское поселение. Название, условно, происходит от имени основателя рода Дӧкъя (имя основателя рода могло быть Дӧкы или Дӧкей).

## География
Располагается недалеко от реки Вала в 5 км восточнее Вавожа.

## Население
- 2008 год — 255 человек
- 2010 год — 220 человек

## Инфраструктура
В деревне функционируют ФАП и начальная школа-сад.
К югу от деревни Уе-Докья находится памятник природы урочище «Уе-Докья», которое было основано 27 октября 1997 года.

## Примечательные деревья
У дороги из Уе-Докьи в Малиновку в окружении зарослей одичавшей вишни произрастает Сосна сибирская кедровая, посаженная между 1942 и 1947 годами. На 2023 год высота дерева составляла 13 м, диаметр 0,5 м, охват ствола — 1,55 м. Координаты: 56.737879 с. ш., 52.030818 в. д.